# Submarinul Delfinul

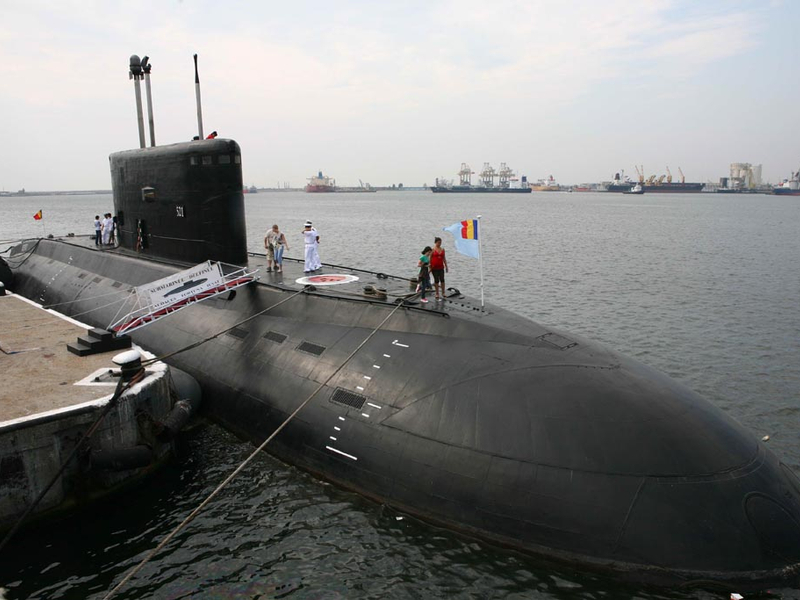
Delfinul în 2008

Submarinul Delfinul este un submarin românesc, numit în cinstea predecesorului său - Submarinul NMS Delfinul.

## Date generale
Delfinul a fost construit în URSS și predat României în 1985.
A costat 40 milioane de dolari și a fost adus în țară în secret, fiind recepționat fără ceremoniile caracteristice festivismului comunist.
„Delfinul" este printre cele mai moderne submarine din Marea Neagră.
Clasa Kilo, din care face parte „Delfinul", este una dintre cele mai apreciate în lumea militară.
În publicațiile de specialitate, în dreptul denumirii Kilo este trecut „vânător de submarine nucleare". Este complet învelit într-o alveolă din cauciuc, iar instalațiile sunt silențioase.
În plus, are o rază de acțiune de cinci ori mai mare decât submarinele din clase similare din dotarea NATO. Capacitățile acestui submarin au fost demonstrate cu totul întâmplător în Golful Persic, în timpul primului război din Irak. Flota americană a intrat în stare de alarmă după ce nici unul dintre cele trei submarine Kilo scoase în mare de Iran nu a putut fi detectat.
De atunci clasa Kilo a fost supranumită „Black Hole" - gaura neagră.
Submarinele din clasa Kilo au fost proiectate de academicianul Karmelitzin și au câteva îmbunătățiri structurale care-i sporesc calitățile nautice și tactice.
Delfinul are 72,9 metri lungime, 10 lățime și este proiectat după metoda picăturii de apă alungite.
Acest proiect este diferit de cel al submarinelor clasice, cu etravă.
Dată fiind forma sa, submarinul înaintează mai ușor în imersiune și mai greu la suprafață.
Viteza de croazieră la suprafață este de 8-12 noduri, iar în imersiune 20 de noduri (aproximativ 40 de km pe oră). Delfinul dispune de un complex automatizat de lansare torpile calibru 533,4, compus din șase tuburi, toate dispuse în prova.
De la bord se pot lansa șapte tipuri de torpile, printre care și torpile teleghidate prin fir tip Tiger fish, dar și torpile de viteză cu oxigen. Submarinul poate lansa 18 torpile în 6,4 minute și mai poate lua la bord 24 de mine speciale.
Delfinul mai deține un sistem de lansare a țintelor false și un complex de rachete antiaeriene IGLA 1.
La bordul „Delfinului” echipajul poate sta 45 de zile.
Limitarea este calculată în funcție de proviziile de alimente.
De obicei, în imersiune se mănâncă semipreparate, însă în minibucătărie se poate prepara orice, inclusiv ciorbă.
„Delfinul” a avut până în 1996 misiuni în aproape fiecare lună, ieșind în larg pentru câte 15 zile efectuând misiuni de cercetare, patrulare, recunoaștere sau teste de tragere. În urma unui astfel de test avioane americane specializate nu au putut depista submarinul scufundat, spre surprinderea comisiei americane.
Din 1996 „Delfinul” stă la cheu deoarece acumulatorii motorului sunt epuizați iar înlocuirea lor costă în jur 20 de milioane dolari.